# مرود (تشريح)
المِرْوَد (جمعها مَراوِد أو مراويد) (بالإنجليزية: Stylet)‏ هو هَيكل تشريحي صَلب حادَ موجود في بعض اللافقاريات، فمثلاً تُطلق كَلمة مِروَد على جزء الفَم البدائي الثاقِب في الديدان الأسطوانية وَالديدان الخرطومية، حيثُ يكون المِروَد في هذه المجموعات جزء بارز صَلب يفتح على المعدة. تُسمى أجزاء الفَم في بطيء الخطو وَذوات الجناحين وَقملة النبات بالمِروَد أيضاً.
بشكل أساسي يُستخدم المِروَد لثقب جدار الخَلية، وغالباً ما يُساعد من وصول الكائن إلى العناصر الغذائية الموجودة داخل الخلية الفَريسة.